# Andreas Hain
Andreas Hain (* 8. September 1963 in Bischofswerda) ist ein ehemaliger deutscher Fußballspieler. 1986/87 spielte er für Fortschritt Bischofswerda in der DDR-Oberliga, der höchsten Liga im DDR-Fußball.

## Sportliche Laufbahn
Schon als 14-Jähriger spielte Andreas Hain in seiner Heimatstadt für die Betriebssportgemeinschaft (BSG) Fortschritt. Zur Saison 1982/83 wurde er erstmals in den Kader der 1. Männermannschaft aufgenommen, die zu dieser Zeit in der zweitklassigen DDR-Liga vertreten war. Unter Trainer Horst Rau bestritt er zwar 21 der 22 Ligaspiele, war aber meist Einwechselspieler. In seiner zweiten DDR-Liga-Spielzeit stand er als Stürmer elfmal in der Startelf, verletzte sich jedoch am 17. Spieltag, sodass er nur auf 16. Ligaeinsätze kam. Sein erstes Punktspieltor im Männerbereich erzielte er zuvor am 12. Spieltag beim 1:1 im Heimspiel gegen Aufbau Krumhermersdorf. Den endgültigen Durchbruch schaffte Hain 1984/85. Ab dieser Spielzeit mussten infolge einer Strukturänderung von fünf auf zwei Staffeln in der DDR-Liga 34 Spiele absolviert werden, von denen Hain, stets als Stürmer in der Startelf stehend, 32 Partien bestritt und auf vier Tore kam. In der Saison 1985/86 schaffte die BSG Fortschritt den Aufstieg in die DDR-Oberliga. Der 1,83 m große Stürmer Hain war daran mit 30 Punktspieleinsätzen und drei Toren beteiligt. In der Oberligasaison 1986/87 fehlte Hain nur bei einem Oberligaspiel. Sein einziges Oberligator erzielte er am 20. Spieltag bei der 2:3-Auswärtsniederlage bei der BSG Stahl Brandenburg. Da Bischofswerda die meiste Zeit auf einem Abstiegsplatz stand und letztlich auch wieder absteigen musste, experimentierte Trainer Rau viel und ließ u. a. Hain mehrfach auch im Mittelfeld spielen. Nach dem Abstieg wurde Andreas Hain in die drittklassige Bezirksligamannschaft Fortschritt II versetzt. 
Nach der Wende versuchte Hain einen Neustart in der Bundesliga beim VfL Bochum. Nachdem er dort in zwei Spielzeiten zu keinem Bundesligaeinsatz gekommen war, schloss er sich zur Saison 1992/93 dem unterklassigen WSV Bochum an, den er aber schon nach einem Jahr wieder verließ. 1994 kehrte er nach Bischofswerda zurück, wo er beim Fortschritt-Nachfolgeverein Bischofswerdaer FV 08 noch bis 2006 in der fünftklassigen Landesliga Sachsen aktiv war. 
Anschließend betätigte sich Andreas Hain als Trainer. Von 2006 bis 2008 war er Co-Trainer, zeitweise auch hauptamtlicher Trainer, beim FSV Budissa Bautzen in der fünftklassigen Oberliga Nordost. Danach wechselte er zum SV Einheit Kamenz, wo er bis 2011 ebenfalls als Co-Trainer agierte.